# 菱紋

菱紋の例「菱餅」

菱紋（ひしもん）は、日本の家紋の一種である。主に菱形を単数または複数組み合わせて用いる。唐花紋に分類される唐花菱紋も菱紋に加えることがあるが、ここでは区別して主に菱紋について記した。

## 概要
菱紋は、一年草の水草であるヒシ科のヒシの実またはヒシの葉を図案化したものといわれる一方で、単純な図形のために発生のプロセスについては明確ではないとされている。菱文様は紀元前より見られ、日本では縄文時代前期の土器に描かれている。家紋となった経緯については、菱形が連続した織文様から取り出されたものとされる。
菱紋が現れたのは、1370年（南朝：建徳元年、北朝：応安3年）頃と見られている。その1370年（南朝：建徳元年、北朝：応安3年）頃に成立されたとされる『太平記』に大内修理亮が直垂に「大菱」を入れたという記述がある。1392年（明徳3年）の『相国寺塔供養記』には武田信任の直垂に「違い菱」がつけられていたことが記されている。

## 図案
菱紋は「菱紋」と「唐花菱紋」とに大別される。菱紋は、基本となる「菱持（ひしもち）」を組み合わせたり変形させる。「割り菱」が最も多く、3つの大小の菱形を重ねた「三階菱」「松皮菱・松葉菱」、「寄せ三つ菱」は3つの菱形を放射線状に寄せた図案である。「唐花菱紋」は詳しくは別項の「唐花紋」にあるが、花弁のような形状の4辺を寄せたものである。「唐菱」ともいう。唐花紋の菱形をしたものともされる。これらの大別の他に、ヒシを模した写実的な図案の「葉菱」「菱の実」もある。「葉菱」は柳沢氏、「菱の実」は米倉氏によって創作されたものである。
他に、「大内菱」などの「幸菱（さいわいびし）」がある。

ちがいびし 違い菱
さいわいびし 幸菱
おおうちびし 大内菱
さんかいびし 三階菱
まつかわびし 松皮菱
ごかいびし・みぞぐちびし 五階菱・溝口菱

### 武田菱
「武田菱」は武田氏が用いたことで知られ、同様の「割り菱（四つ割り菱）」と区別することがあるが、元は同じものである。菱形同士の間隔が狭くとられているものを「武田菱」として区別する。

たけだびし 武田菱
わりびし 割り菱

### 三つ菱
「寄せ三つ菱」は、企業の三菱グループなどが用いている「スリーダイヤ」とは由来が異なるが、それと同図案である。家紋で「三つ菱」と呼ばれるものは他に「三つ盛り菱」という「割り菱」の最下の菱形1つが欠けたものもある。

かさねさんかいびし 重ね三階菱
スリーダイヤ・ よせみつびし 寄せ三つ菱